# Perdita lucens
Perdita lucens är en biart som beskrevs av Timberlake 1962. Perdita lucens ingår i släktet Perdita och familjen grävbin. Inga underarter finns listade i Catalogue of Life.